# Savàs e Eteisa
Savas és un municipi francès situat al departament de l'Ardecha i a la regió d'Alvèrnia-Roine-Alps. L'any 2007 tenia 806 habitants.

## Demografia

### Població
El 2007 la població de fet de Savas era de 806 persones. Hi havia 284 famílies de les quals 40 eren unipersonals (16 homes vivint sols i 24 dones vivint soles), 88 parelles sense fills, 144 parelles amb fills i 12 famílies monoparentals amb fills.
La població ha evolucionat segons el següent gràfic:
Habitants censats

### Habitatges
El 2007 hi havia 305 habitatges, 285 eren l'habitatge principal de la família, 9 eren segones residències i 11 estaven desocupats. 298 eren cases i 7 eren apartaments. Dels 285 habitatges principals, 265 estaven ocupats pels seus propietaris, 18 estaven llogats i ocupats pels llogaters i 2 estaven cedits a títol gratuït; 6 tenien dues cambres, 15 en tenien tres, 85 en tenien quatre i 179 en tenien cinc o més. 223 habitatges disposaven pel capbaix d'una plaça de pàrquing. A 67 habitatges hi havia un automòbil i a 205 n'hi havia dos o més.

### Piràmide de població
La piràmide de població per edats i sexe el 2009 era:
| Homes | Edats   | Dones |
| ----- | ------- | ----- |
| 0     | 95 o +  | 0     |
| 0     | 90 a 94 | 0     |
| 0     | 85 a 89 | 0     |
| 0     | 80 a 84 | 0     |
| 0     | 75 a 79 | 0     |
| 4     | 70 a 74 | 0     |
| 8     | 65 a 69 | 12    |
| 28    | 60 a 64 | 16    |
| 24    | 55 a 59 | 12    |
| 24    | 50 a 54 | 24    |
| 28    | 45 a 49 | 36    |
| 28    | 40 a 44 | 28    |
| 40    | 35 a 39 | 32    |
| 20    | 30 a 34 | 16    |
| 16    | 25 a 29 | 20    |
| 28    | 20 a 24 | 24    |
| 20    | 15 a 19 | 40    |
| 20    | 10 a 14 | 32    |
| 40    | 5 a 9   | 16    |
| 36    | 0 a 4   | 24    |

## Economia
El 2007 la població en edat de treballar era de 524 persones, 417 eren actives i 107 eren inactives. De les 417 persones actives 396 estaven ocupades (222 homes i 174 dones) i 21 estaven aturades (4 homes i 17 dones). De les 107 persones inactives 35 estaven jubilades, 32 estaven estudiant i 40 estaven classificades com a «altres inactius».

### Ingressos
El 2009 a Savas hi havia 282 unitats fiscals que integraven 812,5 persones, la mediana anual d'ingressos fiscals per persona era de 19.742 €.

### Activitats econòmiques
Dels 27 establiments que hi havia el 2007, 1 era d'una empresa alimentària, 9 d'empreses de construcció, 1 d'una empresa de comerç i reparació d'automòbils, 4 d'empreses de transport, 3 d'empreses d'hostatgeria i restauració, 1 d'una empresa financera, 3 d'empreses immobiliàries, 2 d'empreses de serveis, 2 d'entitats de l'administració pública i 1 d'una empresa classificada com a «altres activitats de serveis».
Dels 6 establiments de servei als particulars que hi havia el 2009, 1 era un paleta, 1 guixaire pintor, 1 fusteria, 1 lampisteria, 1 restaurant i 1 agència immobiliària.
L'únic establiment comercial que hi havia el 2009 era una carnisseria.
L'any 2000 a Savas hi havia 20 explotacions agrícoles que ocupaven un total de 301 hectàrees.

## Equipaments sanitaris i escolars
El 2009 hi havia una escola elemental.

## Poblacions més properes
El següent diagrama mostra les poblacions més properes.